# Вавилин, Иван Николаевич
Иван Николаевич Вавилин (1926—2008) — советский сельскохозяйственный деятель, механизатор, Герой Социалистического Труда.

## Биография
Из крестьян. Участник Великой Отечественной войны с 1943 года. Сражался в рядах 308 Латышской стрелковой дивизии. В августе 1944 года под Ригой был тяжело ранен.
В сентябре 1950 года демобилизовался и вернулся в родные края. Окончил курсы трактористов, затем училище сельхозмеханизации. Стал комбайнёром. С 1954 по 1970 год работал на тракторе ДТ-54, а после его списания ещё в течение 3-х лет перевыполнял на нём нормы выработки, экономил горючее, был победителем социалистического соревнования в совхозе «Ветошкинский».
Занимался успешным усовершенствованием конструкции культиватора КПП-4, что позволило механизаторам совхоза сократить сотни часов рабочего времени.
Указом Президиума Верховного Совета СССР от 8 апреля 1971 года присвоено звание Героя Социалистического Труда с вручением ордена Ленина и золотой медали «Серп и Молот».
Ушёл на пенсию после 44 лет добросовестного труда. Похоронен в райцентре Гагино Нижегородской области.

## Награды
- Золотая медаль «Серп и Молот»
- Орден Ленина
- Орден Отечественной войны II степени
- Орден Трудового Красного Знамени
- Медаль «За отвагу»
- медали СССР
- общесоюзный знак Победитель социалистического соревнования